# Tradescantia virginiana
Espèce
Classification APG III (2009)
Tradescantia virginiana est l'espèce type du genre tradescantia, originaire de l'Est des États-Unis. Cette  Éphémère, Éphémérine ou Éphémère de Virginie, est habituellement un hôte des jardins et la majorité des plantes de ce type rencontrées semblent être des hybrides de T. virginiana et d'autres espèces de Tradescantia.

## Description
Tradescantia virginiana est une espèce de plante herbacée avec des feuilles simples, engainées sur une tige tubulaire. Les fleurs apparaissent en été. Elles sont bleues, rouges ou blanches.

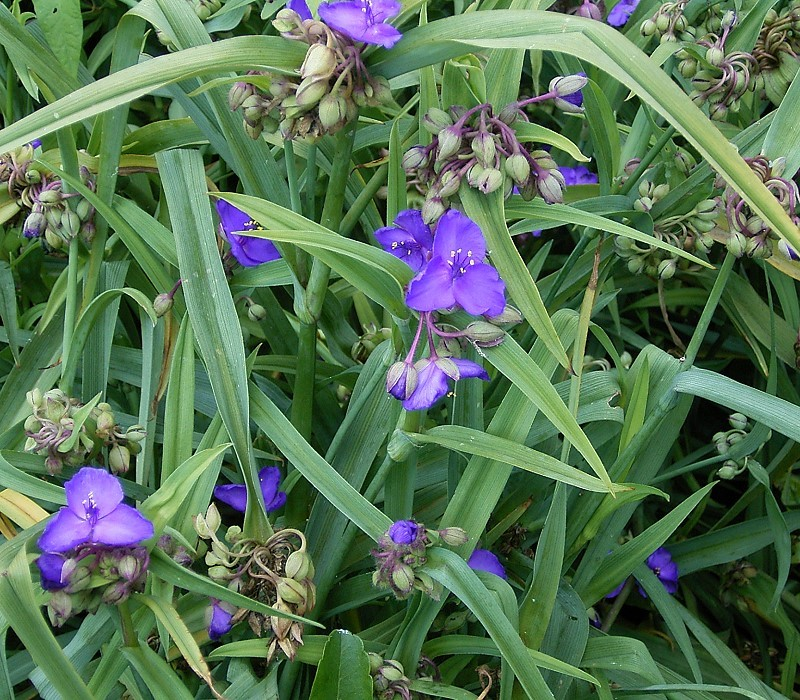
Une touffe herbacée.
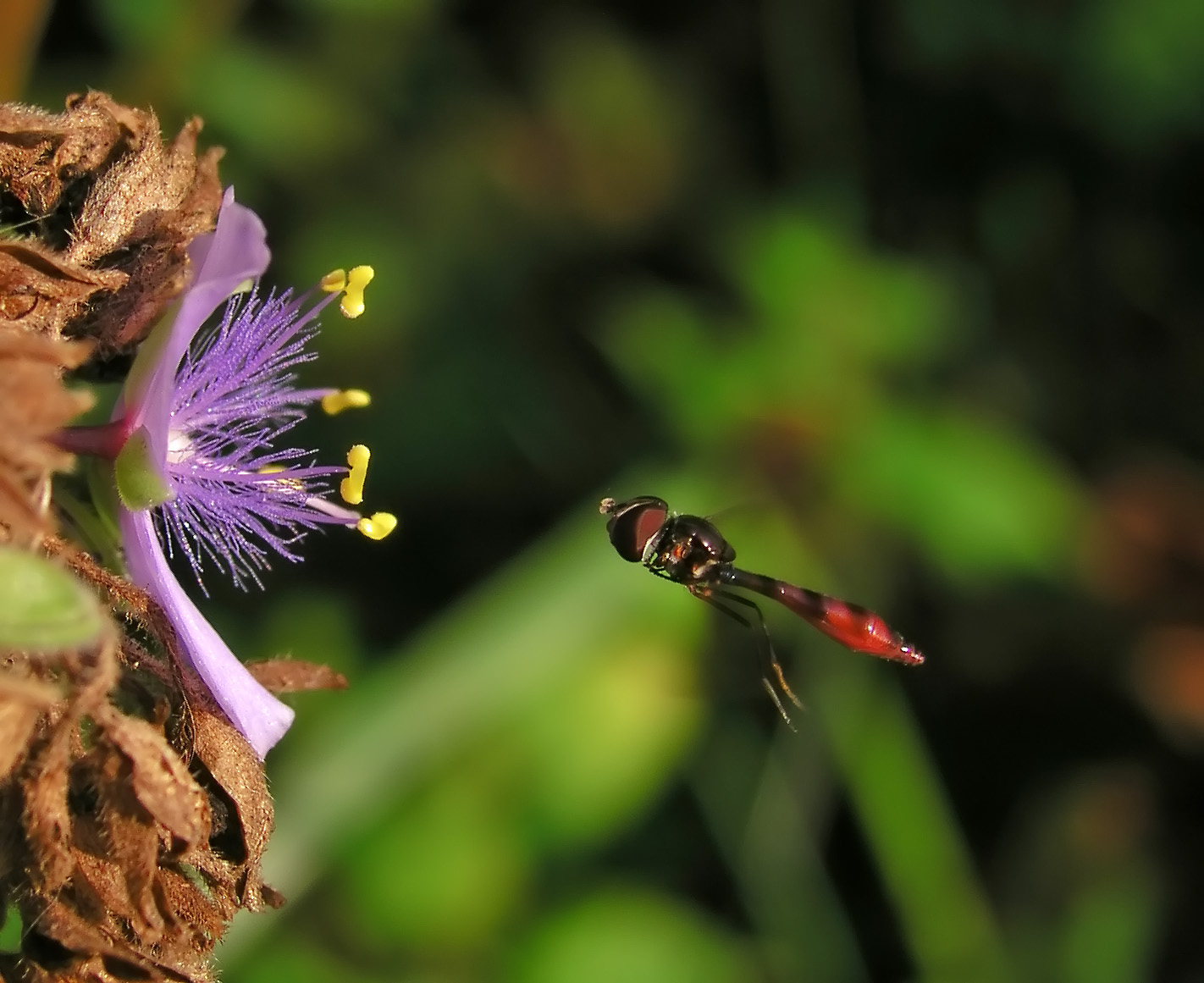
Syrphe face à une fleur de Tradescantia ; à noter les filaments bleus chevelus.
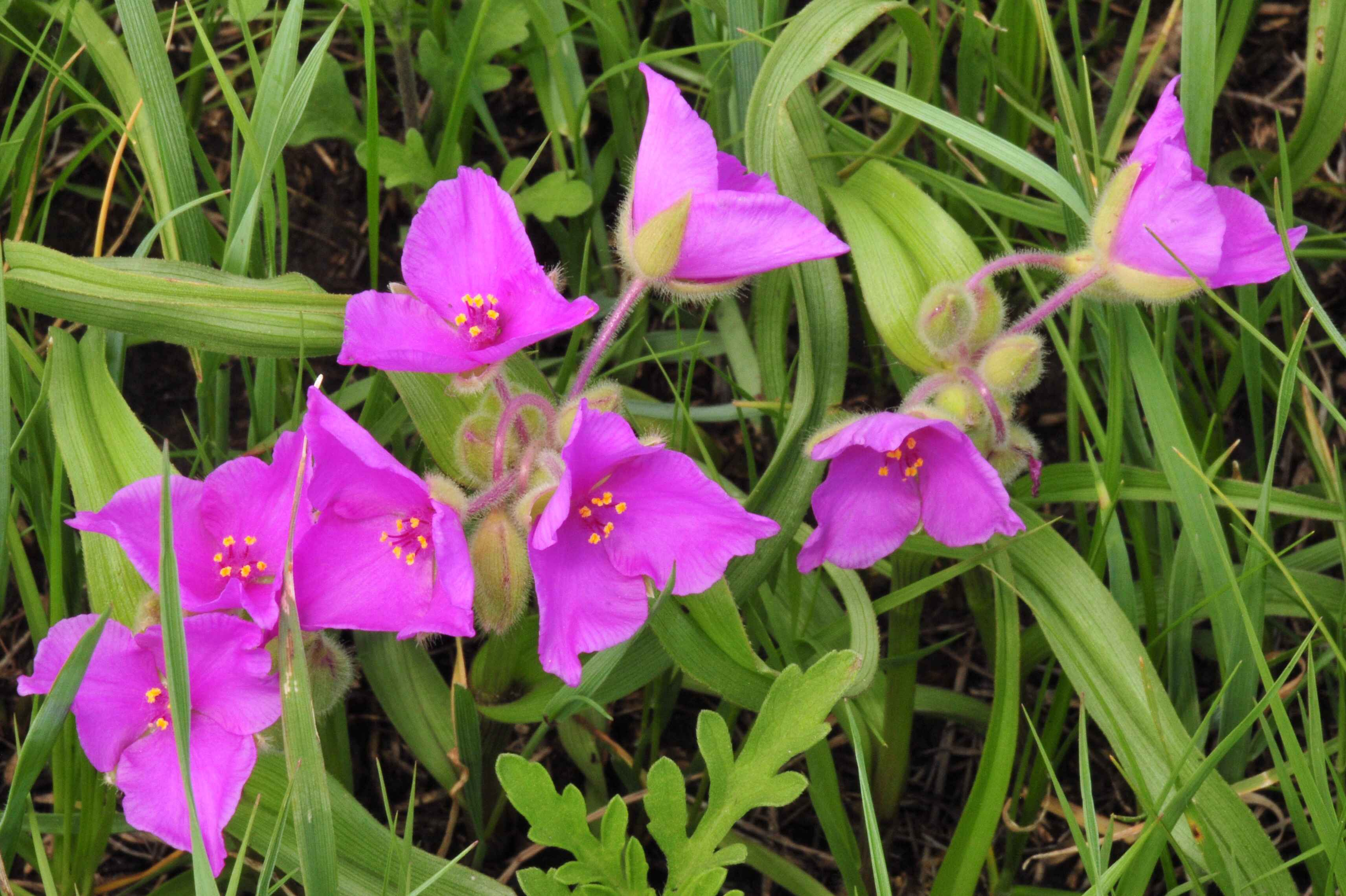
Plusieurs couleurs et variétés.
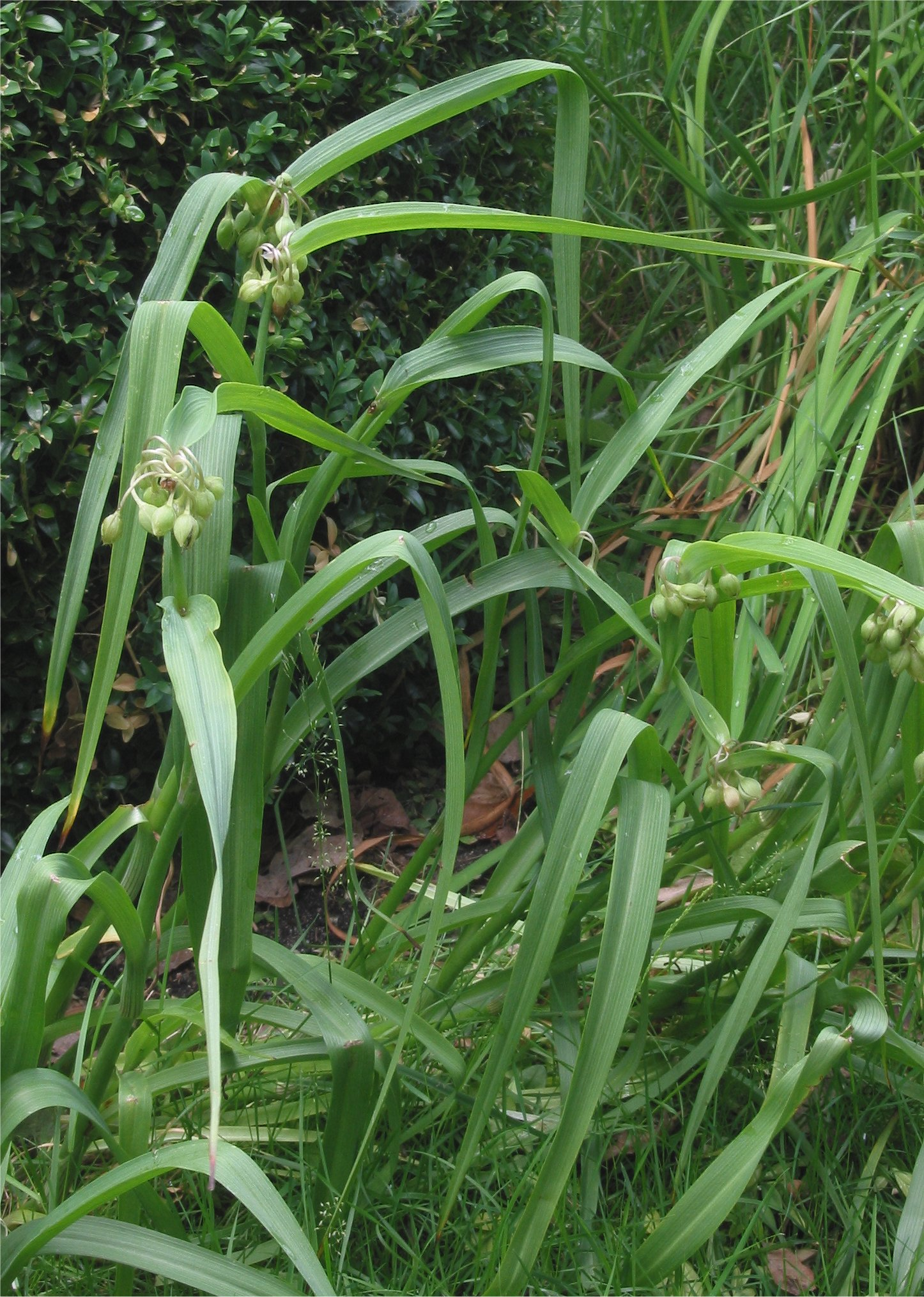
La plante en bouton.
Illustration botanique de 1913.

## Culture
Tradescantia virginiana est une plante vivace. Elle préfère les sols humides mais peut très bien s'adapter à des sols secs dans le jardin. Elle peut être multipliée par semis mais la bouture et la division de touffes sont plus aisément et couramment pratiquées. Les feuilles (caduques en fonction de la température) disparaissent par grand froid, à la suite des gelées, mais réapparaissent au printemps.

## Origines
Tradescantia virginiana se trouve, à l'origine, dans l'est de l'Amérique du Nord, à l'ouest du Missouri, du sud au nord de la Caroline du Sud, en Alabama, au nord de l'Ontario, dans le Vermont et au Michigan. Une grande partie des lieux d'origine, en particulier ceux situés le plus au nord, correspondraient plutôt à des plantes issues de jardins plutôt qu'à des espèces indigènes.

## Utilisations
Les Indiens Cherokees[Lesquels ?]utilisaient Tradescantia virginiana comme plante médicinale pour plusieurs affections liées aux douleurs d'estomac et au cancer.
Tradescantia virginiana est utilisé comme laxatif et, pour lutter contre les piqures d'insectes, par les Indiens Cherokees.
La plante était aussi une source de nourriture..
Les cellules du « chevelu » de la fleur de certaines Tradescantia sont colorées en bleu mais, quand elles sont exposées aux rayons ionisants, comme des rayons gamma, elles mutent et changent de couleur. Elles sont connues pour être un des quelques tissus naturels détecteurs du changement de niveau des radiations,.